# Carinocarcinoididae
Famille
Les Carinocarcinoididae sont une famille de crabes fossiles. Elle comprend quatre espèces du Paléogène à l'Éocène.

## Liste des genres
- †Bicarinocarcinus Glaessner & Secretan, 1987
- †Carinocarcinoides Karasawa & Fudouji, 2000

## Référence
- Karasawa & Kato, 2003 : The family Goneplacidae MacLeay, 1838 (Crustacea: Decapoda: Brachyura): systematics, phylogeny, and fossil records. Paleontological Research, vol. 7, n. 2, p. 129–151.

## Sources
- Ng, Guinot & Davie, 2008 : Systema Brachyurorum: Part I. An annotated checklist of extant brachyuran crabs of the world. Raffles Bulletin of Zoology Supplement, n. 17 p. 1–286.
- De Grave & al., 2009 : A Classification of Living and Fossil Genera of Decapod Crustaceans. Raffles Bulletin of Zoology Supplement, n. 21, p. 1-109.